# U-587
Unterseeboot 587 foi um submarino alemão do Tipo VIIC, pertencente a Kriegsmarine que atuou durante a Segunda Guerra Mundial.

## Comandantes
| Comandante               | Data                                         |
| ------------------------ | -------------------------------------------- |
| KrvKpt. Ulrich Borcherdt | 11 de setembro de 1941 - 27 de março de 1942 |

## Subordinação
Durante o seu tempo de serviço, esteve subordinado às seguintes flotilhas:
| Período                                       | Flotilha                                  |
| --------------------------------------------- | ----------------------------------------- |
| 11 de setembro de 1941 - 1 de janeiro de 1942 | 6. Unterseebootsflottille (treinamento)   |
| 1 de janeiro de 1942 - 27 de março de 1942    | 6. Unterseebootsflottille (serviço ativo) |

## Operações conjuntas de ataque
O U-587 participou das seguinte operações de ataque combinado durante a sua carreira:
- Rudeltaktik Robbe (15 de janeiro de 1942 - 24 de janeiro de 1942)